# PKS Grudziądz
„PKS Grudziądz” Sp. z o.o. – przedsiębiorstwo transportowe powstałe 30 kwietnia 2004 po przekształceniu z Przedsiębiorstwa Państwowej Komunikacji Samochodowej w Grudziądzu.
Przedsiębiorstwo świadczy usługi przewozowe na terenach powiatów: grudziądzkiego, świeckiego oraz wąbrzeskiego.  Spółka realizuje także regularne kursy do Wąbrzeźna i Nowego.

## Tabor
Przedsiębiorstwo dysponuje następującymi rodzajami autobusów:
- Mercedes-Benz Sprinter,
- Mercedes-Benz Vario,
- Autosan H9,
- Autosan A0909L,
- Autosan A1010T,
- Mercedes-Benz O303,
- Bova FHD,
- Neoplan N316,
- Scania Irizar.

## Połączenia
Przedsiębiorstwo posiada połączenia:
- Nowe,
- Wąbrzeźno.